# Hen Domen
Hen Domen är ett slott i Storbritannien.   Det ligger i kommunen Powys och riksdelen Wales, i den södra delen av landet, 240 km nordväst om huvudstaden London. Hen Domen ligger 132 meter över havet.
Terrängen runt Hen Domen är kuperad åt nordost, men åt sydväst är den platt. Runt Hen Domen är det ganska tätbefolkat, med 58 invånare per kvadratkilometer. Närmaste större samhälle är Welshpool, 9,5 km norr om Hen Domen. Trakten runt Hen Domen består i huvudsak av gräsmarker.